# Bageshwar (dystrykt)
Bageshwar (dystrykt) – jeden z trzynastu dystryktów indyjskiego stanu Uttarakhand. Znajduje się w dywizji Kumaon. Powierzchnia tego dystryktu wynosi 1696 km². Stolicą dystryktu jest miasto Bageshwar.

## Położenie
Od północnego zachodu graniczy z dystryktem Chamoli, od południowego zachodu z dystryktem Almora, a od wschodu z dystryktem Pithoragarh.